# Guido Quintino Liris
Guido Quintino Liris (L'Aquila, 12 giugno 1979) è un politico italiano, dal 13 ottobre 2022 senatore della Repubblica per Fratelli d'Italia.

## Biografia
Nato all'Aquila, dove consegue il diploma di maturità classica al liceo ginnasio Domenico Cotugno nel 1998 e la laurea in medicina e chirurgia all'Università degli Studi dell'Aquila nel 2006, a cui si aggiungono la specializzazione in igiene e medicina preventiva nel 2011 e un master in medicina del lavoro nel 2012 presso lo stesso ateneo, esercita la professione di medico, ricomprendo anche ruoli dirigenziali nell'ASL n°1 Avezzano – Sulmona – L’Aquila.
Durante l’emergenza post-terremoto dell'Aquila 2009 ha prestato servizio in qualità di Responsabile sanitario per il Centro Operativo Misto IV.
È sposato e padre di due figli.

## Attività politica
Entra in politica tra le file di Azione Giovani, organizzazione giovanile di Alleanza Nazionale (AN), dove riveste l'incarico di Responsabile.
Nel 2009 aderisce alla confluenza di AN nel Popolo delle libertà (PdL), con cui alle elezioni amministrative del 2010 si candida al consiglio provinciale dell'Aquila, tra le sue liste a sostegno del candidato presidente del centro-destra Antonio Del Corvo, venendo eletto consigliere provinciale.
Nel 2011 diventa assessore con delega ai lavori pubblici, viabilità, mobilità e sport nella giunta provinciale dell'Aquila presieduta da Del Corvo, rimanendo in carica fino al 2013.
Alle elezioni amministrative del 2012 si candida al consiglio comunale dell'Aquila, tra le liste del PdL a sostegno del candidato sindaco Pierluigi Properzi, risultando l'unico eletto consigliere comunale.
Alle elezioni politiche del 2013 viene candidato alla Camera dei deputati, tra le liste del Popolo delle libertà nella circoscrizione Abruzzo, non risultando però eletto.
Il 16 novembre 2013, con la sospensione delle attività del PdL, aderisce alla rinascita di Forza Italia, con la quale alle successive amministrative del 2017 viene rieletto consigliere comunale dell'Aquila, venendo in seguito nominato vicesindaco e assessore nella giunta comunale dell'Aquila guidata da Pierluigi Biondi.
Alle elezioni politiche del 2018 fu nuovamente candidato alla Camera nel collegio plurinominale Abruzzo - 02 nelle liste di Forza Italia, ancora una volta non venendo eletto.
Nel 2019 aderisce a Fratelli d'Italia (FdI), con cui alle elezioni regionali in Abruzzo del 2019 viene eletto in consiglio regionale dell'Abruzzo, venendo nominato assessore con deleghe al Bilancio, Aree interne e del cratere, Programmazione Restart, Sport e impiantistica sportiva, Ragioneria, Patrimonio, Erp, Informatica, Sistemi territoriali della conoscenza, Personale, Controllo di gestione enti strumentali e società partecipate nella giunta regionale dell'Abruzzo presieduta da Marco Marsilio.
Alle elezioni politiche anticipate del 2022 viene candidato al Senato della Repubblica nel collegio uninominale Abruzzo - 01 (Pescara), sostenuto dalla coalizione di centro-destra in quota FdI, risultando eletto senatore. Nella XIX legislatura è componente della 5ª commissione Bilancio e della Giunta per il Regolamento.
Il 31 agosto 2023 viene nominato, assieme a Guerino Testa, vice-coordinatore regionale in Abruzzo di Fratelli d'Italia.